# Dubois (Familienname)
Dubois oder DuBois ist ein ursprünglich ortsbezogener französischer Familienname mit der Bedeutung „vom Wald“, abgeleitet von franz. bois = „Holz“.

## Namensträger

### A
- Alain Dubois (* 1948), französischer Herpetologe und Hochschullehrer
- Albert Dubois-Pillet (* 1845 oder 1846; † 1890), französischer Offizier, Freimaurer und Maler des Neoimpressionismus und des Pointillismus
- Alfred Dubois (1898–1949), belgischer Geiger und Musikpädagoge
- Alice Dubois (* 1970), französische Judoka
- Allison DuBois (* 1972), US-amerikanisches Medium
- Alphonse Joseph Charles Dubois (1839–1921), belgischer Zoologe
- Ambroise Dubois (1543–1614), französischer Maler
- Anna Dubois (* 1962), schwedische Wirtschaftswissenschaftlerin und Hochschullehrerin
- Anne-Marie Dubois, französische Psychiaterin und Psychoanalytikerin
- Antoine Dubois (Bischof) (1469–1537), französischer Geistlicher, Bischof von Béziers
- Antoine Dubois (Mediziner) (1756–1837), französischer Chirurg und Geburtshelfer
- A. Dubois, französischer Segler, Olympiateilnehmer 1900

### B
- Bastien Dubois (* 1983), französischer Animator und Regisseur
- Bernard Dubois (* 1945), französischer Filmregisseur

### C
- Charles Dubois (1656–1740), englischer Kaufmann und Botaniker, siehe Charles du Bois
- Charles Dubois (Archäologe) (1877–1965), französischer Archäologe
- Charles Dubois (Mediziner) (1887–1943), Schweizer Neurologe
- Charles Dubois (Militär) (1890–1968), Schweizer Militär
- Charles DuBois-Melly (1821–1905), Schweizer Maler
- Charles-Edouard DuBois (1847–1885), Schweizer Maler
- Charles Frédéric Dubois (1804–1867), belgischer Naturforscher
- Claude Dubois (1932–2022), belgischer Autorennfahrer
- Claude K. Dubois (* 1960), belgische Schriftstellerin und Illustratorin
- Cora DuBois (1903–1991), US-amerikanische Kulturanthropologin
- Cyrille Dubois (* 1985), französischer Opernsänger (Tenor)

### D
- Daniel Dubois (Comicautor), Comicautor
- Daniel Dubois (Historiker) (* 1944), französischer Historiker und Schriftsteller
- Daniel Dubois (Eishockeyspieler) (* 1964), Schweizer Eishockeyspieler
- Daniel Dubois (Boxer) (* 1997), britischer Boxer
- Didier Dubois (* 1957), französischer Leichtathlet

### E
- Ebou Dubois (* 1966), gambischer Fußballspieler
- Edmond Dubois-Crancé (1746–1814), französischer Politiker und General
- Elionor Frédéric Dubois d’Amiens (1799–1873), französischer Mediziner
- Ernst Dubois (1900–1957), deutscher Boxsportfunktionär
- Eugène Dubois (1858–1940), niederländischer Anthropologe und Geologe
- Eugene Floyd DuBois (1882–1959), US-amerikanischer Physiologe

### F
- Fernand-Floribert Dubois (1945–2008), französischer Trabrennfahrer und -trainer
- François Dubois (Maler, 1529) (1529–1584), französischer Maler
- François Dubois (Maler, 1790) (1790–1871), französischer Maler
- François Clément Théodore Dubois (1837–1924), französischer Organist und Komponist, siehe Théodore Dubois
- François Louis Dubois (1726–1766), Schweizer Orgelbauer
- François Noël Alexandre Dubois (1752–1824), französischer Geistlicher und Naturforscher
- Fred Dubois (1851–1930), US-amerikanischer Politiker
- Frédéric Dubois (1923–2015), Schweizer Chefbeamter und Schriftsteller, siehe Julien Dunilac
- Frédéric Dubois de Montpéreux (1798–1850), Schweizer Reisender, Archäologe und Naturforscher

### G
- Gabriel Dubois (1911–1985), französischer Radrennfahrer
- Gabriel Nadeau-Dubois (* 1990), kanadischer Politiker (Québec solidaire), Abgeordneter der Nationalversammlung von Québec
- Gauthier Pierre Georges Antoine Dubois (1906–1989), französischer Geistlicher, Bischof von Istanbul
- Gilles Dubois (Keramiker) (1713–1774), französischer Keramiker
- Gilles Dubois (Eishockeyspieler) (* 1966), Schweizer Eishockeyspieler
- Gilles Dubois (Radsportler), französischer Radsportler
- Georges Dubois (Politiker) († 1866), Schweizer Politiker
- Georges Dubois (Turner), französischer Turner
- Georges Dubois (Leichtathlet) († 1934), französischer Hürdenläufer
- Georges Dubois (Historiker) (1864–1947), französischer Historiker
- Georges Dubois (Bildhauer) (1865–1934), französischer Bildhauer
- Georges Dubois (Zoologe) (1902–1993), Schweizer Zoologe
- Georges Dubois (Skilangläufer) (1935–2018), Schweizer Skilangläufer
- Georges-Pierre Dubois (1911–1983), Schweizer Architekt
- Guillaume Dubois (1656–1723), französischer Politiker und Geistlicher, Erzbischof von Cambrai

### H
- Heinz Dubois (1914–1966), deutscher Maler
- Henri Dubois (1838–1928), Schweizer evangelischer Geistlicher und Hochschullehrer
- Hermann Dubois (1862–1910), deutscher Chemiker, Mitbegründer von Rhein Chemie
- Hippolyte Henri Dubois (1837–1909), französischer Maler

### I
- Ilse Dubois (1922–2008), deutsche Kostümbildnerin

### J
- J. Dubois, französischer Segler
- Jacob Dubois († 1722), kurpfälzischer Baumeister und Hofarchitekt
- Jacques Dubois (1478–1555), französischer Anatom, siehe Jacobus Sylvius
- Jacques Dubois (Kunsttischler) (1693/1694–1763), französischer Kunsttischler
- Jacques Dubois (Bibliothekar) (1919–1991), französischer Benediktiner und Bibliothekar
- Jacques Dubois (Mediziner) (um 1923–2015), kanadischer Arzt
- Jacques Dubois (Literaturwissenschaftler) (* 1933), belgischer Literaturwissenschaftler und Soziologe
- Jacques Charles Dubois (1762–1847), französischer General der Kavallerie
- Johann Ernst Dubois (1805–1867), deutscher Zinngießer und Zinnwarenfabrikant
- Jean Dubois (Bildhauer) (1625–1694), französischer Bildhauer und Architekt
- Jean DuBois (Maler) (1789–1849), Schweizer Maler
- Jean Dubois (Kanute) (1914–??), belgischer Kanute
- Jean Dubois (Sprachwissenschaftler) (1920–2015), französischer Sprachwissenschaftler
- Jean DuBois (Meteorologe), französischer Meteorologe
- Jean Dubois (Hockeyspieler) (1926–2021), belgischer Hockeyspieler
- Jean Antoine Dubois (1766–1848), französischer Missionar und Ethnologe
- Jean-Baptiste Dubois (Bischof) (1754–1822), französischer Geistlicher, Bischof von Dijon
- Jean-Baptiste Dubois (Architekt) (1762–1851), belgischer Architekt und Bildhauer
- Jean-Baptiste Dubois (Autor) (1778–1850), französischer Schriftsteller
- Jean-Baptiste Dubois (Musiker) (1870–1938), kanadischer Cellist, Dirigent und Musikpädagoge
- Jean-Marie Dubois (Physiker) (* 1950), französischer Physiker und Hochschullehrer
- Jean-Marie Dubois (Schachspieler) (* 1959), französischer Schachspieler
- Jean-Marie Dubois-Aymé (1779–1846), französischer Ingenieur und Politiker
- Jean-Paul Dubois (* 1950), französischer Journalist und Schriftsteller
- Jean-Pierre Dubois (* 1969), belgischer Radrennfahrer
- John Dubois (frz. Jean Dubois; 1764–1842), französisch-US-amerikanischer Geistlicher, Bischof von New York
- Josiah Ellis DuBois Jr. (1912–1983), US-amerikanischer Rechtsanwalt, Ankläger im I. G.-Farben-Prozess
- Jules Dubois (1862–1928), französischer Radrennfahrer
- Julie Dubois, deutsche Krimi-Autorin
- Julien Dubois (* 1970), französischer Schauspieler
- Jürgen Dubois (1932–2008), deutscher Konteradmiral

### K
- Kitsou Dubois (* 1954), französische Choreografin und Pädagogin

### L
- Léo Dubois (* 1994), französischer Fußballspieler
- Léopold Dubois (Bankier) (1859–1928), Schweizer Bankier
- Leopold Dubois (Tänzer) (1876–1948), österreichischer Tänzer und Choreograf
- Lona Dubois (1923–1978), österreichische Schauspielerin
- Louis Dubois (1830–1880), belgischer Maler
- Louis-Ernest Dubois (1856–1929), französischer Geistlicher, Erzbischof von Rouen und Paris

### M
- Marcel Dubois (Ringer) (1886–1955), belgischer Ringer
- Marcel Dubois (Politiker) (1928–2022), Schweizer Politiker (FDP)
- Marcel-Marie Dubois (1896–1967), französischer Geistlicher, Erzbischof von Besançon
- Marguerite-Marie Dubois (1915–2011), französische Anglistin, Romanistin, Mediävistin und Lexikografin
- Marie Dubois (1937–2014), französische Schauspielerin
- Marie-Gérard Dubois (1929–2011), französischer Geistlicher, Abt von La Trappe
- Marlène Gärtner-Dubois (1930–2009), deutsch-liechtensteinische Malerin und Grafikerin
- Marta DuBois (1952–2018), panamaische Schauspielerin
- Maurice Dubois (1905–1997), Schweizer Lehrer
- Max Dubois (1884–1989), Schweizer Bauingenieur
- Michel Dubois (1948–2006), französischer Automobilrennfahrer

### N
- Nadine Dubois (* 1983), deutsche Schauspielerin
- Nathalie Dubois (* 1981), Schweizer Chemikerin und Hochschullehrerin
- Nicolas Dubois de Chémant (1753–1824), französischer Zahnmediziner

### O
- Olivier Dubois (* 1972), französischer Tänzer und Choreograf

### P
- Paul Dubois (Bildhauer) (1829–1905), französischer Bildhauer
- Paul Dubois (Ingenieur) (1846–1882), Schweizer Maschinenbauer
- Paul Dubois (Mediziner) (1848–1918), Schweizer Psychotherapeut und Neuropathologe
- Paul Dubois (1859–1938), belgischer Bildhauer, siehe Paul Du Bois
- Paul Dubois (Meteorologe) (1903–1994), deutscher Meteorologe
- Paul Dubois (Musiker) (1924–2016), belgischer Jazzbassist
- Paul Dubois (Diplomat) (* 1943), kanadischer Diplomat
- Paul Dubois-Reymond (1831–1889), deutscher Mathematiker, siehe Paul du Bois-Reymond
- Paul Antoine Dubois (1795–1871), französischer Gynäkologe und Geburtshelfer
- Paul Élie Dubois (1886–1949), französischer Maler
- Paul-François Dubois (1793–1874), französischer Journalist und Politiker
- Philippe Goibaud-Dubois (1626–1694), französischer Übersetzer
- Pierre Dubois (Scholastiker)  (≈1255–≈1321), französischer Scholastiker, Jurist und Schriftsteller
- Pierre Dubois (Politiker, 1938) (1938–2025), Schweizer Politiker (SP)
- Pierre Dubois (Politiker, 1941) (* 1941), französischer Politiker
- Pierre Dubois (Schriftsteller) (* 1945), französischer Schriftsteller
- Pierre Dubois (Dokumentarfilmer) (* 1949), Schweizer Dokumentarfilmer und Schriftsteller
- Pierre Joseph Dubois (Pierre Joseph Louis Alfred Dubois; 1852–1924), französischer General
- Pierre-Luc Dubois (* 1998), kanadischer Eishockeyspieler
- Pierre-Max Dubois (1930–1995), französischer Komponist
- Pierrette Knie-Dubois (1921–2013), Schweizer Sportlerin und Zirkusartistin

### R
- René Dubois (1908–1957), Schweizer Jurist

### S
- Scott DuBois (* 1978), US-amerikanischer Jazzgitarrist
- Serafino Dubois (1817–1899), italienischer Schachspieler
- Stéphanie Dubois (* 1986), kanadische Tennisspielerin
- Steven Dubois (* 1997), kanadischer Shorttracker
- Susan Dubois, US-amerikanische Bratschistin und Musikpädagogin

### T
- Théodore Dubois (1837–1924), französischer Komponist
- Thierry Dubois (* 1963), französischer Comiczeichner und Illustrator
- Tim Dubois (* 1996), Schweizer Eishockeyspieler

### V
- Vincent Dubois (* 1980), französischer Organist

### W
- Werner Dubois (1913–1971), deutscher SS-Scharführer
- William H. Dubois (1835–1907), US-amerikanischer Politiker und Bankier
- Wim Dubois (* 1946), niederländischer Radrennfahrer